# The fake
The fake (títol original en coreà: Saibi) és una pel·lícula d'animació sud-coreana dirigida i guionitzada per Sang-ho Yeon. Fou doblada al català. Sobre la pel·lícula el director digué que pretenia fer repensar la diferència entre el bé i el mal a l'audiència.
Fou estrenada a la secció Vanguard de l'edició 2013 del Festival Internacional de Pel·lícules de Toronto el 7 de setembre de 2013. La pel·lícula fou emesa al cinema CGV, a Koreatown, Los Angeles, Estats Units d'Amèrica del 15 al 20 de novembre del 2013 per si fóra nominada al Oscar a la Millor Pel·lícula d'Animació.
La pel·lícula és interpretada com una crítica a la religió organitzada, en aquest cas cristiana evangèlica, situada a un poble rural on un manipulador capellà actua per a defraudar la seua comunitat de fidels. Saibi és la segona pel·lícula de Yeon.

## Repartiment
Els actors de veu foren: Kwon Haeh-yo, Park Hee-von, Kim Jaerok i Park Hee-bon

## Rebuda dels crítics
A la revista Fotogramas l'ha valorat en 4 estrelles sobre 5 afirmant que destaca el "retrat despietat dels personatges". Hollywood Reporter, El País i La Vanguardia l'han criticada positivament. The Variety criticà positivament la banda sonora, la veu de doblatge encara que de vegades xiscladora, i l'animació per ser "impressionant".

## Premis
- Guanyà el Premi a la Millor Animació a l'edició del 2013 del Festival Internacional de Cinema Fantàstic de Catalunya.[20]
- Guanyà el Premi a la secció Animafix a la 51 edició del Festival Internacional de Cine de Gijón.[21]
- Guanyà el Premi a la secció oficial de llargmetratges a concurs de l'edició del 2014 del Festival d'Annecy.[2]
- Guanyà el Premi a la Millor Pel·lícula Coreana Independent del 2013 de l'Association of Korean Independent Film & Video.[22]
- Fou nominada a la Millor Pel·lícula d'Animació a la sèptima edició dels premis Asia Pacific Screen Awards.[23]
- Guanyà el Premi al Millor Director a l'edició primera de les Wildflower Film Awards[24][25]
- Guanyà el premi FIPRESI a l'edició 34 de la Korean Association of Film Critics Awards.[26]
- Guanyà amb Menció Especial el premi de l'edició 25 de l'Animafest Zagreb.[27][28]